# Floriano Peixoto (Rio Grande do Sul)
Floriano Peixoto é um município brasileiro do estado Rio Grande do Sul.

## História
Os primeiros habitantes do território florianense foram indígenas a partir do século II d.C.. Quando os primeiros europeus chegaram à área que hoje compõem o município, a região era ocupada por tribos dos grupos Tupi-Guarani e Kaingang. Entre 1626 e 1637, a Companhia de Jesus estabeleceu-se em alguns pontos avançados no território do futuro município de Passo Fundo, na região centro-norte do Rio Grande do Sul.
Com o estabelecimento da ligação entre os povoados de Passo Fundo e Nonoai pela margem direita do Rio Uruguai, luso-brasileiros partiram em direção à região do que viria a ser, a partir de 1938, o município de Getúlio Vargas, vizinho ao de Floriano Peixoto. Em 8 de fevereiro de 1898, foi inaugurada uma linha férreo que passava por Passo Fundo, estendia-se até Coxilha. Posteriormente, foi instalada a Estação Ferroviária de Erechim (atualmente localizada em Getúlio Vargas), que, ao colocar a região em melhor contato com o resto do Brasil, acarretou influências significativas em sua formação, ocupação e desenvolvimento.
Devido à Primeira e à Segunda Guerra Mundial, muitos imigrantes vieram ao Brasil, por necessidade de abandonarem seus países de origem, em busca de terras férteis e melhores condições de vida. A ocupação do território que compreende o atual município de Floriano Peixoto contou, em parte, com a vinda de imigrantes de origem alemã, italiana e polonesa.

## Geografia
Pertence à Mesorregião do Noroeste Rio-Grandense e à Microrregião de Erechim.